# Rainer Voss (Bankmanager)

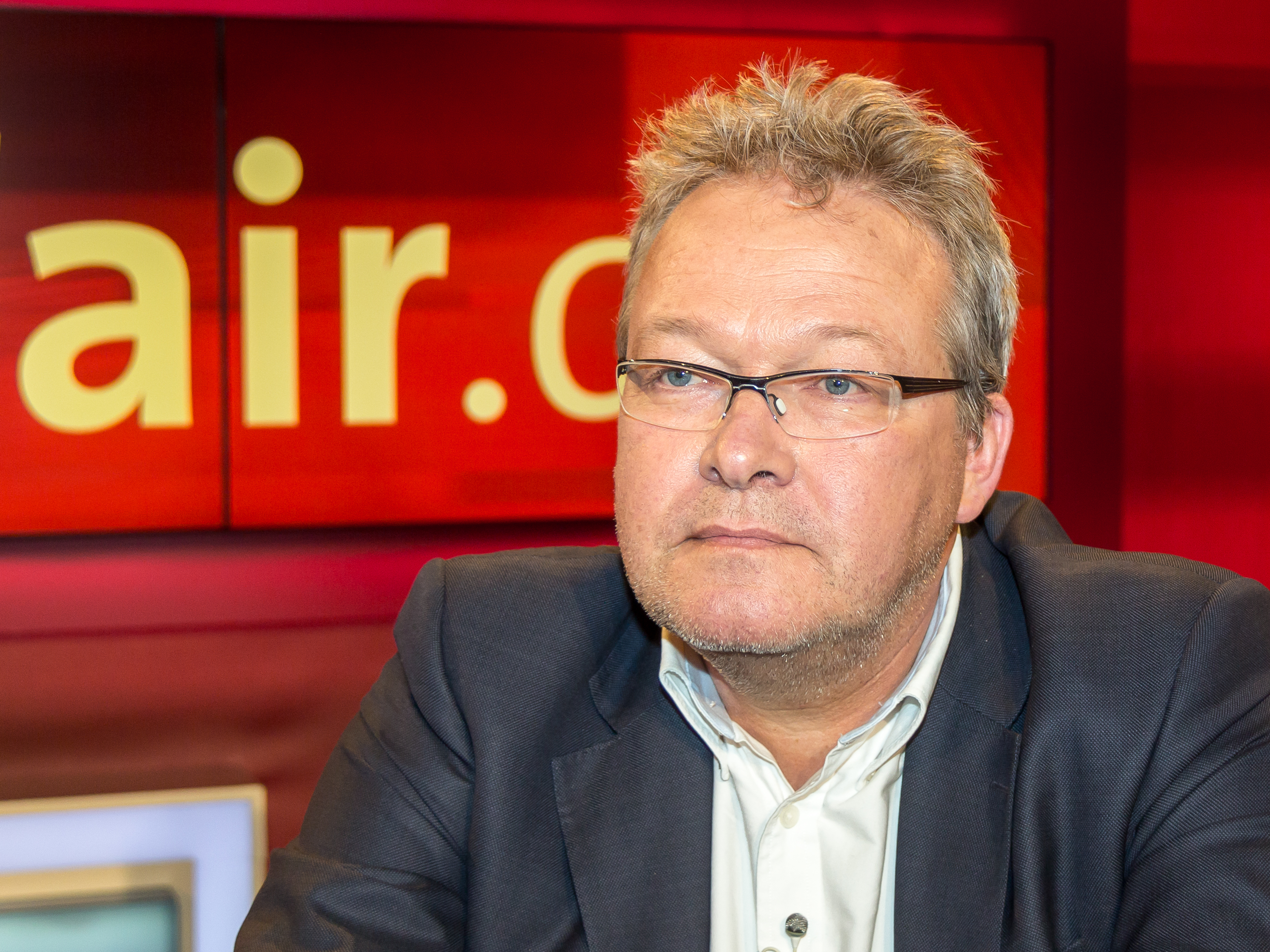
Rainer Voss in der Sendung Hart aber fair am 21. März 2016

Rainer Voss (* 1959 in Wuppertal) ist ein ehemaliger deutscher Investmentbanker.
Nach der Schulzeit an einem Humanistischen Gymnasium machte er eine Bankenlehre, worauf ein Studium der Volkswirtschaftslehre an der Universität zu Köln folgte. Von 1986 bis 2008 war er bei mehreren europäischen Investmentbanken, u. a. Dresdner Bank, später bei der Deutschen Bank in Leitungsfunktionen tätig. Seine Schwerpunkte waren die institutionelle Platzierung und der Handel mit festverzinslichen Wertpapieren. Seit Abschluss dieser Zeit lebt er als Privatier in Frankfurt am Main.
In dem preisgekrönten Dokumentarfilm Master of the Universe von 2013 erläutert er im Alleingang über die gesamte Länge des Filmes seine Innensicht über die Finanzmärkte. Er war laut Regisseur Marc Bauder der einzige angefragte Banker, der sich dazu bereit erklärte.
Im Rahmen der TV-Dokumentationsreihe Terra X widmete sich Voss 2017 zusammen mit Harald Lesch monetären Themen wie der Geldwertstabilität und dem Bitcoin.
Seit 2018 ist Voss Gründungsmitglied und Fellow der Bürgerbewegung Finanzwende, die sich für eine gerechtere und stabilere Finanzwirtschaft einsetzt.
Voss ist außerdem Kolumnist bei der Frankfurter Rundschau und schreibt zu Finanzthemen.

## Zitate
„Hochfrequenzhandel – braucht kein Mensch – weg damit! […] Es gibt in Deutschland 1,2 Millionen Finanzinstrumente zum Spekulieren für Privatanleger. […] Wozu brauchen wir 1,2 Millionen Finanzprodukte zum Spekulieren für Privatanleger? Quatsch!“